# Axel Hägerström
Axel Anders Teodor Hägerström (født 6. september 1868 i Jönköpings amt, død 7. juli 1939 i Uppsala) var en indflydelsesrig svensk filosof. Han var værdinihilist og grundlægger af den såkaldte Uppsalafilosofi og dens aflægger Uppsalaskolen.

## Biografi
Hägerström var søn af sognepræst Karl Fredrik Theodor Hägerström og Augusta Maria Skarin. Også farfaren Carl Peter Hägerström var præst og sognepræst i Östra Tollstad. Morfaren Johan Skarin var kronfoged, og bedstemoren Charlotte Björn stammede fra Finland.
Hägerström voksede op i Örberga nær Vadstena. Han begyndte at læse ved Uppsala universitet i 1886 og aflagde teologisk-filosofisk eksamen i 1887. Efter en personlig religiøs krise forlod han teologien og gennemførte filosofisk kandidateksamen med teoretisk og praktisk filosofi som hovedfag. 
I et Uppsala, hvor Erik Olof Burmand prægede den filosofiske strømning blev Hägerström doktor i filosofi i 1893 og udnævntes samme år til docent i praktisk filosofi. Han blev i 1911 udnævnt til professor i praktisk filosofi og fungerede som sådan til 1933.
Akse Hägerström giftede sig 1899 med Esther Anna Amalia Nyander. Han er begravet på Uppsala gamle kirkegård (sv).

## Hägerströms filosofi
Se også Uppsalafilosofi.
Hägerström var en original tænker, hvils filosofiske udgangspunkt var påvirket mere af den tyske transcendentalfilosofi end af de samtidige svenske idémæssige strømninger. Han gik ind for en fænomenologisk og konceptuel analyse og afviste metafysiske antagelser og subjektivisme. Han var oprindeligt påvirket af sin samtids idealisme og senere kantianismen og diskuterede i sine tidlige værker egoets rolle i at bestemme den individuelle virkelighed.
Den logiske nødvendighed er ifølge Hägerström det absolutte. Han ville ikke tilslutte sig den såkaldte Idealisme i normal forstand, som gør personligheden som sådan til det absolutte, og anerkendte heller ikke forskellen mellem væsen og fænomen i betydningen af absolut virkelighed og grad af virkelighed. En grad af virkelighed vil indebære en grad af uvirkelighed, men det uvirkelige er ingenting. I den forstand tillagde Hägerström derfor ikke personligheden nogen højere virkelighed end naturen. Man kan derfor se, at han tager afstand til eksempelvis den boströmske filosofi, uden at det er muligt her i korthed egentlig at finde nogen forestilling om hans egen positive hensigt. 
Som akademisk lærer udøvede Hägerström en ikke ringe indflydelse og kan i et vist omfang siges at have dannet en "filosofisk skole" blandt sine studerende, den såkaldte Uppsalafilosofi. I lighed med sin elev Adolph Phalén tog Hägerström afstand fra subjektivisme; hans kritik deraf var hans vigtigste bidrag til erkendelsesteorien. Han huskes dog fortrinsvist for sine bidrag til værditeorien. Axel Hägerström er den fremmeste repræsentant for den værditeoretiske opfattelse, der blev døbt "værdinihilisme". Ifølge denne er en moralsk forestilling hverken sand eller falsk, men blot udtryk for ordrer og subjektive følelsesudbrud. Moralske omdømmer savner sandhedsværdi, fordi de kun anses at have en emotiv funktion. Dette medfører også at etiken ikke er en lære i moral, men kun en lære om moralen. 
Hagerström markerede sig også som retspositivist ved at mene, at gældende ret udelukkende udgøres af de handlingsforskrifter, som statens institutioner, herunder ikke mindst domstolene, faktisk opretholder, eksempelvis ved magtanvendelse.
Ved siden af filosofien havde han en indflydelse på juraen, da han var lærer for flere fremstående personer som Dag Hammarskjöld, Østen Undén, Arthur Engberg  og Gunnar Hägglöf, og var den som inspirerede til Uppsalaskolen med personer som Vilhelm Lundstedt og Karl Olivecrona, der slog igennem med den socialdemokratiska retsfilosofi. En anden af hans studenter var Ingemar Hedenius.
Hägerström valgtes som medlem af Kongelige Videnskabsakademien i 1929.